# Каньйонес (Нью-Мексико)
Каньйонес (англ. Cañones) — переписна місцевість (CDP) в США, в окрузі Ріо-Арріба штату Нью-Мексико. Населення — 85 осіб (2020).

## Географія
Каньйонес розташований за координатами 36°10′35″ пн. ш. 106°25′10″ зх. д. / 36.17639° пн. ш. 106.41944° зх. д. (36.176426, -106.419342).  За даними Бюро перепису населення США в 2010 році переписна місцевість мала площу 10,72 км², з яких 10,72 км² — суходіл та 0,00 км² — водойми.

## Демографія
Згідно з переписом 2010 року, у переписній місцевості мешкало 118 осіб у 41 домогосподарстві у складі 30 родин. Густота населення становила 11 особа/км².  Було 61 помешкання (6/км²).
Расовий склад населення:
| - 44,9 % — білих - 5,9 % — чорних або афроамериканців - 0,8 % — корінних американців - 42,4 % — осіб інших рас |

До двох чи більше рас належало 5,9 %. Частка іспаномовних становила 92,4 % від усіх жителів.
За віковим діапазоном населення розподілялося таким чином: 15,3 % — особи молодші 18 років, 58,4 % — особи у віці 18—64 років, 26,3 % — особи у віці 65 років та старші. Медіана віку мешканця становила 53,4 року. На 100 осіб жіночої статі у переписній місцевості припадало 110,7 чоловіків;  на 100 жінок у віці від 18 років та старших — 100,0 чоловіків також старших 18 років.
Цивільне працевлаштоване населення становило 30 осіб. Основні галузі зайнятості: науковці, спеціалісти, менеджери — 93,3 %, освіта, охорона здоров'я та соціальна допомога — 6,7 %.